# Мазух, Ондржей
О́ндржей Ма́зух (чеш. Ondřej Mazuch; 15 марта 1989, Годонин, Чехословакия) — чешский футболист, защитник. Выступал за национальную сборную Чехии.

## Карьера
После нескольких лет выступлений за молодёжные составы различных клубов, Ондржей Мазух в 2001 году перешёл в «Брно», где прошёл школу молодёжи, затем дубля и только потом основного состава команды, в котором он дебютировал в 2006 году. Уже после первого своего сезона в основе клуба, Мазухом заинтересовались различные европейские клубы, в числе которых были «Ювентус», «Арсенал», но спор выиграл клуб «Байер-04», предложивший 1,4 млн евро, с тем условием, что Мазух сможет играть за «Брно» до лета 2008 года.
Но летом 2007 года «Байер» принял решение всё же не покупать игрока, а потому клуб продал Мазуха итальянской «Фиорентине» за 2,8 млн евро, подписав 5-летний контракт, хотя другой конкурент за обладание чешским защитником, «Ювентус», предлагал на 1 млн больше. Мазух дебютировал в «Фиорентине» 11 декабря 2007 года в матче 1/8 кубка Италии против «Асколи», а затем сыграл и в ответной встрече 16 января 2008 года.
В период с 2009 по 2011 годы выступал за бельгийский «Андерлехт» (89 матчей, 5 голов). С командой стал чемпионом Бельгии и бронзовым призёром чемпионата.
17 января 2012 года перешёл в днепропетровский «Днепр», с которым подписал контракт на три с половиной года. Дебютировал за новый клуб 4 марта 2012 года в матче против донецкого «Шахтёра» (1:1). 6 апреля 2012 года забил автогол в ворота «Ворсклы». В итоге его команда проиграла со счётом 1:2. В июне 2015 года покинул «Днепр».
В декабре 2015 года подписал 4,5-летний контракт с пражской «Спартой».
26 июля 2017 года подписал 2-летний контракт с английский клубом «Халл Сити».

## Достижения
«Андерлехт»
- Чемпион Бельгии: 2009/10
- Бронзовый призёр чемпионата Бельгии: 2010/11

«Днепр» (Днепропетровск)
- Вице-чемпион Украины : 2013/14 Финалист Лиги Европы 2014/2015

«Спарта» (Прага)
- Вице-чемпион Чехии: 2015/16
- Бронзовый призёр чемпионата Чехии: 2016/17

## Статистика выступлений за сборную
| Матчи за сборную Чехии | Матчи за сборную Чехии | Матчи за сборную Чехии | Матчи за сборную Чехии | Матчи за сборную Чехии | Матчи за сборную Чехии  | Матчи за сборную Чехии |
| ---------------------- | ---------------------- | ---------------------- | ---------------------- | ---------------------- | ----------------------- | ---------------------- |
| №                      | Дата                   | Оппонент               | Счёт                   | Голы                   | Соревнование            |                        |
| 1                      | 22 мая 2010            | Турция                 | 1:2                    | -                      | Товарищеский матч       |                        |
| 2                      | 15 октября 2013        | Болгария               | 1:0                    | -                      | Отборочный матч ЧМ-2014 |                        |
| 3                      | 15 ноября 2013         | Канада                 | 2:0                    | -                      | Товарищеский матч       |                        |
| 4                      | 5 марта 2014           | Норвегия               | 2:2                    | -                      | Товарищеский матч       |                        |